# Мина Лазаревић
Мирјана Мина Лазаревић (Београд, 10. јул 1975) српска је позоришна, телевизијска, филмска и гласовна глумица.

## Биографија
Мина Лазаревић рођена је 10. јула 1975. године у Београду. Већ са три године почела је да учи да свира клавир. Са пет и по година уписала је музичку школу „Стеван Мокрањац”. Завршила је основну школу „Бранко Радичевић” у Блоку 45 на Новом Београду. Њени родитељи су читав свој живот посветили музици. Отац Љубиша је диригент, данас у пензији, а мајка Марија, која је данас такође у пензији, своју радни век провела је у хору Позоришта на Теразијама. Ишла је на републичка и савезна такмичења, освајала је прве награде из солфеђа и клавира. Већ са осам година, била је јако активна, и многи су јој предвиђали успешну музичку каријеру. Као свестрано дете, са 11 година је кренула на атлетику. Имала је добре предиспозиције, па је годину дана на Партизановом стадиону тренирала спринтерске дисциплине, пре свега на 100 метара. Природан пут била је Музичка академија, коју је уписала са 16 година. Стигла је скоро до краја године, али је уписала Факултет драмских уметности у 19. години и направила велику прекретницу у свом животу. Њени први ангажмани били су ускакања у друге представе. Тако је Мина „ускочила” у Бриљантин и Виолинисту. Прву улогу у позоришту добила је у представи Снежна краљица тумачећи лик Герде. Члан је позоришта Театар Т, јединог мјузикл позоришта у Србији. Ипак, наставила је да се бави музиком, у јавности је имала и музичке наступе. Мајка је троје деце. Пуну медијску пажњу на себе скренула је улогом Чупке у серији Породично благо, а улогом у представи Секс бомба постигла је врхунац медијске популарности. Прву улогу на филму имала је у Нормалним људима.
Са Војином Ћетковићем је на 34. Филмском сусрету у Нишу освојила награду Она и он, као најбољи глумачки пар 1999. године, а то исто чине и 2002. године.
У периоду од 2011. до 2012. године била је члан треће сезоне такмичења Ја имам таленат.
Позајмила је глас у разним цртаним филмовима и серијама попут Млади мутанти нинџа корњаче (1987), Мој мали пони: Пријатељство је магија, Музика дуге, Игре пријатељства, Дрво фу Том, Инвазија Рабида, Ку Ку Харажуку, Па па летимо, Поље лала, Винкс, Супер шпијунке, Продавница најмањих љубимаца, Двориштванце, Супер крила, Барби: Живот у кући снова, Магија Винкс: Тајна изгубљеног краљевства, Штрумпфови (ТВ серија), Деда у мом џепу, Чарли и Мимо, Југио 5Д, Монстер хај, Југио Зексал, Јокаи воч, Телетабиси, Наука из дворишта, Певајмо, итд.

## Улоге

### Позоришне представе
| Наслов                     | Улога                  | Редитељ              | Позориште                       | Премијера           |
| -------------------------- | ---------------------- | -------------------- | ------------------------------- | ------------------- |
| Виолиниста на крову        |                        | Александар Ђорђевић  | Позориште на Теразијама         | 16. децембар 1993.  |
| Тројанке                   |                        | Ирина Конидари       | Народно позориште у Београду    | 3. мај 1996.        |
| Снежна краљица             | Герда                  | Милан Караџић        | Позориште „Бошко Буха“          | 6. новембар 1997.   |
| У цара Тројана козје уши   | Пентесилеја            | Милан Караџић        | Позориште „Бошко Буха“          | 8. фебруар 1999.    |
| Хотел „Слободан промет”    | Госпођа Пајарден       | Велимир Митровић     | Позориште на Теразијама         | 15. април 1999.     |
| Ближи земљи                | Дина                   | Владимир Лазић       | Театар Култ                     | 12. април 2000.     |
| 11 недеља                  | Дарија Пајић           | Ирена Ристић         | Југословенско драмско позориште | 20. мај 2000.       |
| Позови ме одмах            |                        | Ивана Богићевић      | Позориште Славија               | 10. јун 2000.       |
| Секс бомба                 |                        | Раде Вукотић         |                                 | 2000.               |
| Праћка                     | Лариса                 | Ана Ђорђевић         | Београдско драмско позориште    | 4. март 2001.       |
| Гоље                       | Ива                    | Југ Радивојевић      | Позориште на Теразијама         | 29. октобар 2001.   |
| Бриљантин                  | Сенди                  | Михаило Вукобратовић | Позориште на Теразијама         | 7. децембар 2001.   |
| Пољуби ме, Кејт            | Лојс Лејн, Бјанка      | Димитрије Јовановић  | Позориште на Теразијама         | 23. децембар 2002.  |
| Изгубљена форма            |                        | Милан Гутовић        | Позориште Славија               | 17. септембар 2005. |
| Светлости позорнице        |                        | Војкан Борисављевић  | Позориште на Теразијама         | 13. октобар 2005.   |
| A Chorus Line              | Шила                   | Михаило Вукобратовић | Позориште на Теразијама         | 26. октобар 2005.   |
| Учене жене                 | Анритера               | Јагош Марковић       | Позориште на Теразијама         | 2. децембар 2005.   |
| Све за тебе љубави         | Ева                    | Ивана Богићевић Леко |                                 | 12. децембар 2005.  |
| Ко се боји Вирџиније Вулф? | Хани                   | Дејан Волф           | Позориште Славија               | 2. јул 2006.        |
| Свадба у купатилу          | Амалија                | Саша Габрић          | Позориште на Теразијама         | 26. април 2007.     |
| Брачни кабаре              | Мина                   | Раде Вукотић         | Позориште Славија               | 17. септембар 2008. |
| Мењамо жене                | Соња                   | Раде Вукотић         | Позориште Славија               | 7. децембар 2009.   |
| На слово, на слово         | Лола, тетка            | Даријан Михајловић   | Позориште на Теразијама         | 17. април 2010.     |
| Доручак код Тифанија       | Мама                   | Ана Здравковић       | Опера и театар Мадленијанум     | 26. март 2011.      |
| Под сјајем звезда          |                        | Михаило Вукобратовић | Позориште на Теразијама         | 27. децембар 2011.  |
| Чорба од канаринца         | Јеца                   | Сташа Копривица      | Звездара театар                 | 18. фебруар 2013.   |
| Женидба и удадба           | Јулка                  | Владимир Лазић       | Позориште на Теразијама         | 8. новембар 2013.   |
| Виктор Викторија           | Виктор/Викторија Грант | Михаило Вукобратовић | Позориште на Теразијама         | 11. јун 2014.       |
| Лаки комад                 | Сека                   | Ненад Гвозденовић    | Културни центар Чукарица        | 16. децембар 2015.  |
| Sweet Charity              | Ники                   | Михаило Вукобратовић | Позориште на Теразијама         | 29. јануар 2016.    |
| Inside Out                 | Лиз                    | Ана Григоровић       | Позориште на Теразијама         | 26. октобар 2018.   |
| Црвени шешир               |                        | Димитрије Шашић      |                                 | 2018.               |
| Ја (о) мени                | Људмила Крга           | Велимир Теча         |                                 | 2020.               |

### Филмографија
|                   | 1990▼ | 2000▼ | 2010▼ | 2020▼ | Укупно |
| ----------------- | ----- | ----- | ----- | ----- | ------ |
| Дугометражни филм | 0     | 2     | 0     | 0     | 2      |
| ТВ филм           | 0     | 2     | 0     | 0     | 2      |
| ТВ серија         | 1     | 3     | 5     | 2     | 11     |
| Кратки филм       | 0     | 0     | 0     | 0     | 0      |
| Укупно            | 1     | 7     | 5     | 2     | 15     |

| Год.       | Назив                         | Улога                     |
| ---------- | ----------------------------- | ------------------------- |
| 1990-е▲    |                               |                           |
| 1998—2002. | Породично благо (серија)      | Биљана „Чупка” Гавриловић |
| 2000-е▲    |                               |                           |
| 2000.      | А сад адио (ТВ филм)          | Биљана „Чупка” Гавриловић |
| 2001.      | Нормални људи                 | Ирена                     |
| 2002.      | Држава мртвих                 | новинарка                 |
| 2002.      | Повуци ручну (серија)         |                           |
| 2002.      | Прекидамо програм (ТВ филм)   | народна певаљка           |
| 2003.      | Мансарда (серија)             | Мина                      |
| 2006—2012. | Бела лађа (серија)            | Мирослава “Мира” Мирковић |
| 2007.      | Шумска школа (серија)         | глас                      |
| 2010-е▲    |                               |                           |
| 2011.      | Цват липе на Балкану (серија) | Љубинка                   |
| 2015.      | Једне летње ноћи (серија)     | Анђа Бранковић            |
| 2017—2018. | Истине и лажи (серија)        | Гога                      |
| 2019—2022. | Jунаци нашег доба (серија)    | Маја Чичановић            |
| 2020-е▲    |                               |                           |
| 2020—2022. | Игра судбине (серија)         | Стана Џелетовић           |
| 2022—2023. | Од јутра до сутра (серија)    | Нина Николић              |

## Фестивали
Зрењанин:
- Без тебе, 2001

Беовизија:
- Намерно, 2004

Радијски фестивал, Србија:
- Да ли она зна, 2004

## Галерија
- Фотографије Позоришта на Теразијама
- Женидба и удадба
- Sweet Charity
- Виктор Викторија

## Додатни извори
- „Mina Lazarević i Ivan Jevtović u urnebesnoj komediji”. espreso.co.rs. 31. 5. 2011. Приступљено 27. 6. 2021.
- „Sve za tebe ljubavi u Madlenijanumu”. Блиц. 27. 2. 2012. Приступљено 27. 6. 2021.
- Malušev, Aleksandra (5. 8. 2015). „Privatna drama”. Данас. Приступљено 27. 6. 2021.
- Kostić, Emilija (24. 11. 2019). „Mina Lazarević: Mladi treba da se bave radom na sebi”. studnel.com. Архивирано из оригинала 27. 06. 2021. г. Приступљено 27. 6. 2021.
- „Intervju sa glumicom Minom Lazarević”. Бања Врућица. 12. 3. 2020. Приступљено 27. 6. 2021.
- Петровић, Љиљана (3. 12. 2020). „Ја и даље градим свој пут”. Политика. Приступљено 27. 6. 2021.
- „Prijateljstvo dugo dve decenije: "Uvek smo sa lakoćom radile"”. Direktno.rs. 19. 12. 2020. Приступљено 27. 6. 2021.